# یواس‌سی‌جی‌سی راک‌اوی (دبلیوای‌وی‌پی-۳۷۷)
یواس‌سی‌جی‌سی راک‌اوی (دبلیوای‌وی‌پی-۳۷۷) (به انگلیسی: USCGC Rockaway (WAVP-377)) یک کشتی بود. این کشتی در سال ۱۹۴۲ ساخته شد.